# ミソハギ
ミソハギ（禊萩、学名：Lythrum anceps）はミソハギ科の多年草。

## 特徴
湿地や田の畔などに生え、また栽培される。日本（北海道から九州）および朝鮮半島に分布。茎の断面は四角い。葉は長さ数センチで細長く、対生で交互に直角の方向に出る。実生の若い葉は赤色に紅葉している。お盆の頃に紅紫色6弁の小さい花を先端部の葉腋に多数つける。

## 名称・利用
鼠尾草（）という別名があるが、これはアキノタムラソウの誤用漢名でもあるのでまぎらわしい。
盆花としてよく使われ、ボンバナ、精霊花（）などの名もある。ミソハギの和名の由来はハギに似て禊（みそぎ）に使ったことから禊萩、または溝に生えることから溝萩によるといわれる。祭事などに用いられるため、その関係の呼び名が豊富で、他にも「盆花」「精霊花」「霊屋草」などとも呼ばれる。
「千屈菜（みそはぎ）」は秋の季語である。また、「千屈菜（せんくつさい）」として下痢止めなどの民間薬としてもちいられる。
ただし本来「千屈菜」（qianqucai）という漢名は、やはり収れん性止瀉薬として下痢に用いられてきたエゾミソハギ（L. salicaria）を指すのであり、現在ではこれはミソハギとは別種とされている。

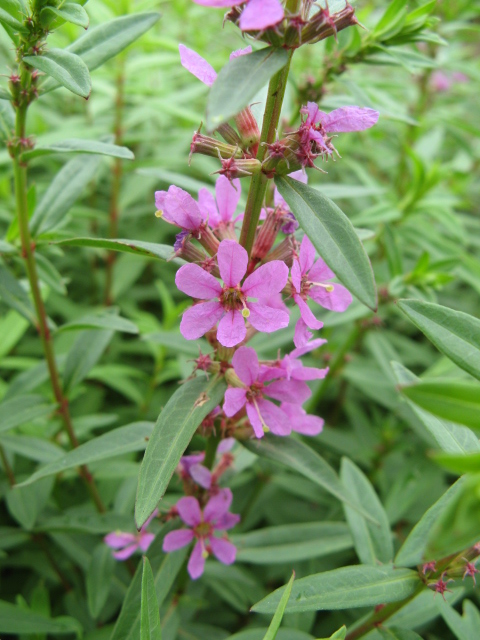
ミソハギの花 萼の付属体は水平
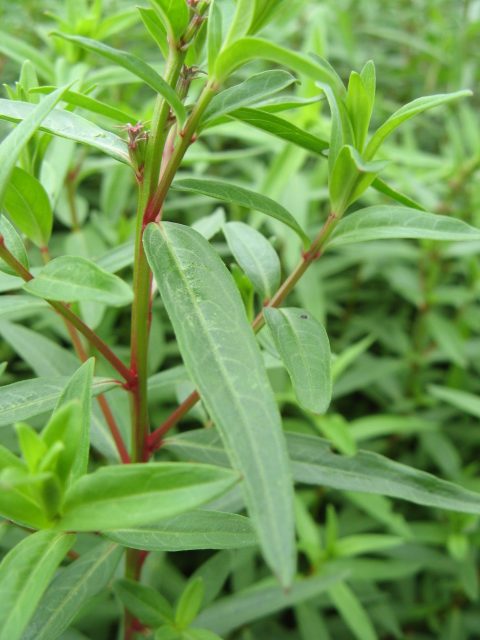
ミソハギの茎と葉 葉の基部は茎を抱かない

## 近縁種
近縁のエゾミソハギ (L. salicaria) はミソハギより大型で、葉の基部が茎を抱き、毛が多い。九州以北の各地（北海道に限らない）や、ユーラシア大陸や北アフリカにも広く分布する。欧米でも観賞用に栽培され、ミソハギと同様に盆花にもされる。世界の侵略的外来種ワースト100 (IUCN, 2000) 選定種の一つである。

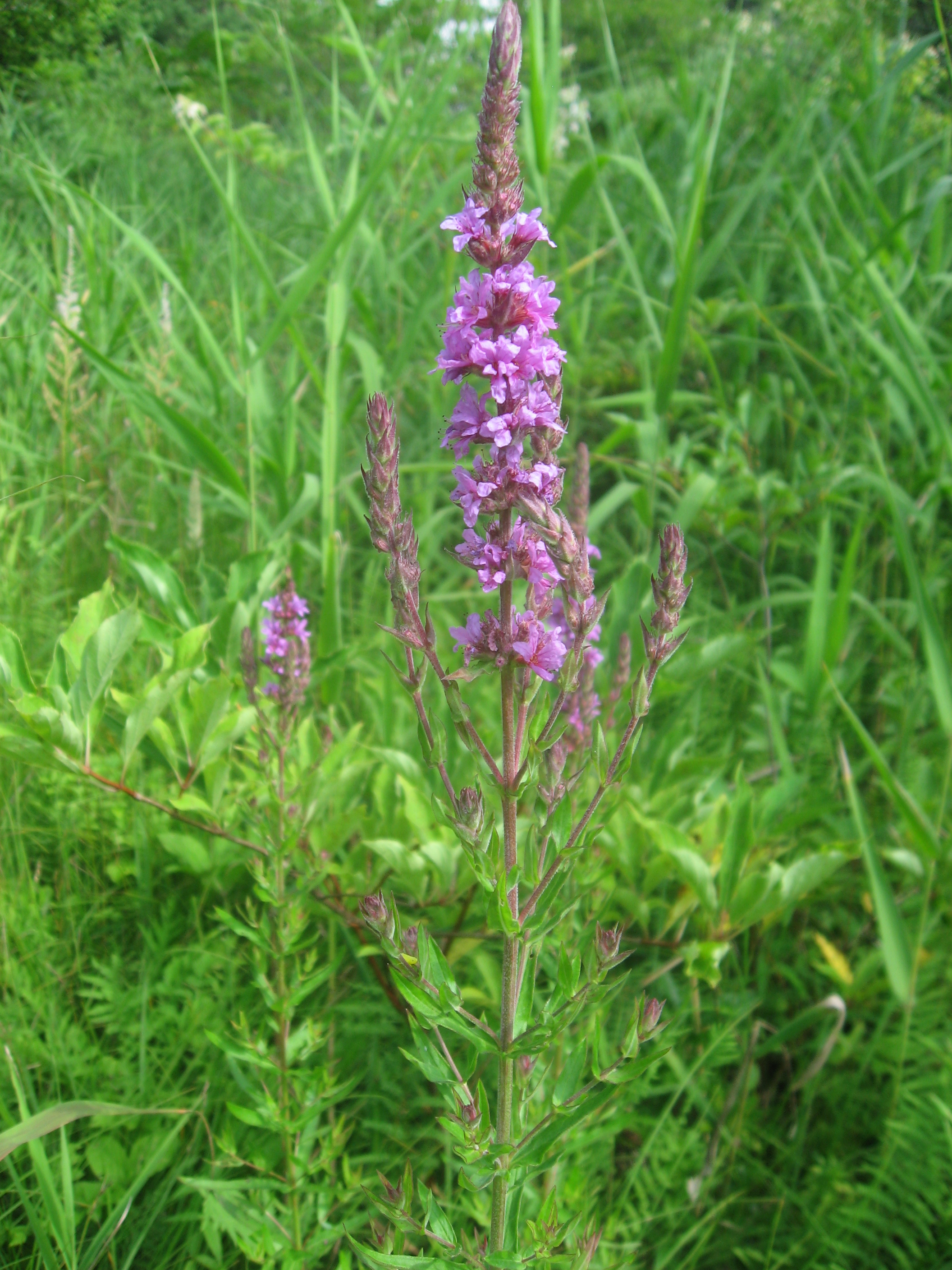
エゾミソハギ 葉の基部が茎を抱き、毛が多い。萼の付属体は上向き。